# Emre Akbaba
Emre Akbaba (Saint-Denis, 4 ottobre 1992) è un calciatore turco, centrocampista dell'Eyüpspor.

## Carriera

### Club
Cresciuto nel settore giovanile dell'Antalyaspor, dopo una breve esperienza in prestito al Kahramanmaraş fa ritorno all'Antalyaspor. Tuttavia viene ceduto dopo poco tempo l'Antalyaspor lo cede in prestito all'Alanyaspor 2013 per poi venire riscattato dopo 3 anni nel 2016.
Il 18 agosto 2018 viene ufficializzato il suo passaggio al Galatasaray per 3 milioni di euro.
Il 6 settembre 2021 viene ceduto in prestito all'Alanyaspor.

### Nazionale
Essendo nato in Francia aveva la possibilità di rappresentare sia la selezione transalpina che quella turca; nel 2015 esordisce con la nazionale B turca il 25 marzo, mentre il 13 novembre 2017 esordisce con la nazionale maggiore nell'amichevole persa contro l'Albania per 2-3 in casa e segnando il gol del 2-3 pochissimi secondi dopo il suo ingresso in campo al 60º minuto.
Il 10 settembre 2018 segna una doppietta nella sfida vinta in rimonta per 3-2 (la sua squadra era finita sotto di 2 gol a un certo punto della partita) in trasferta contro la Svezia segnando all'88º e al 92º in una sfida valida per la Nations League 2018-2019, dando così i 3 punti alla sua nazionale.

## Statistiche

### Cronologia presenze e reti in nazionale
| Cronologia completa delle presenze e delle reti in nazionale ― Turchia | Cronologia completa delle presenze e delle reti in nazionale ― Turchia | Cronologia completa delle presenze e delle reti in nazionale ― Turchia | Cronologia completa delle presenze e delle reti in nazionale ― Turchia | Cronologia completa delle presenze e delle reti in nazionale ― Turchia | Cronologia completa delle presenze e delle reti in nazionale ― Turchia | Cronologia completa delle presenze e delle reti in nazionale ― Turchia | Cronologia completa delle presenze e delle reti in nazionale ― Turchia |
| Data                                                                   | Città                                                                  | In casa                                                                | Risultato                                                              | Ospiti                                                                 | Competizione                                                           | Reti                                                                   | Note                                                                   |
| ---------------------------------------------------------------------- | ---------------------------------------------------------------------- | ---------------------------------------------------------------------- | ---------------------------------------------------------------------- | ---------------------------------------------------------------------- | ---------------------------------------------------------------------- | ---------------------------------------------------------------------- | ---------------------------------------------------------------------- |
| 13-11-2017                                                             | Adalia                                                                 | Turchia                                                                | 2 – 3                                                                  | Albania                                                                | Amichevole                                                             | 1                                                                      | 60’                                                                    |
| 23-3-2018                                                              | Podgorica                                                              | Turchia                                                                | 1 – 0                                                                  | Irlanda                                                                | Amichevole                                                             | -                                                                      | 78’                                                                    |
| 27-3-2018                                                              | Podgorica                                                              | Montenegro                                                             | 2 – 2                                                                  | Turchia                                                                | Amichevole                                                             | -                                                                      | 78’                                                                    |
| 28-5-2018                                                              | Istanbul                                                               | Turchia                                                                | 2 – 1                                                                  | Iran                                                                   | Amichevole                                                             | -                                                                      | 46’                                                                    |
| 5-6-2018                                                               | Mosca                                                                  | Russia                                                                 | 1 – 1                                                                  | Turchia                                                                | Amichevole                                                             | -                                                                      | 76’                                                                    |
| 10-9-2018                                                              | Solna                                                                  | Svezia                                                                 | 2 – 3                                                                  | Turchia                                                                | UEFA Nations League 2018-2019 - 1º turno                               | 2                                                                      | 62’                                                                    |
| 18-11-2023                                                             | Berlino                                                                | Germania                                                               | 2 – 3                                                                  | Turchia                                                                | Amichevole                                                             | -                                                                      | 34’                                                                    |
| Totale                                                                 |                                                                        | Presenze                                                               | 7                                                                      |                                                                        | Reti                                                                   | 3                                                                      |                                                                        |

## Palmarès

### Club

#### Competizioni nazionali
- Campionato turco: 1

Galatasaray: 2018-2019
- Coppa di Turchia: 1

Galatasaray: 2018-2019
- Supercoppa di Turchia: 1

Galatasaray: 2019